# Грибков, Семён Давыдович
Семён Давы́дович Грибко́в (1920 — 1989) — передовик советского сельского хозяйства, бригадир колхоза «Победа» Богородицкого района Тульской области, Герой Социалистического Труда (1948).

## Биография
Родился в 1920 году в селе Иевлево в Богородицкого уезда Тульской губернии в крестьянской семье. Русский.
С юных лет был занят в сельском хозяйстве. До войны трудоустроился в полеводческое звено местного колхоза. Позже назначен звеньевым.
Во время Великой Отечественной войны работал на шахте Подмосковного угольного бассейна.
После окончания Великой Отечественной войны вернулся в родное село и начал работать звеньевым (по архивным данным — бригадиром) полеводческой бригады колхоза «Победа». В 1947 году его звено сумело получить высокий урожай ржи. На площади 20 гектаров было собрано в среднем с одного гектара 31,16 центнера ржи.
Указом Президиума Верховного Совета СССР от 28 февраля 1948 года за получение высоких урожаев ржи и сахарной свёклы, при выполнении колхозом обязательных поставок и натуроплаты за работу МТС в 1947 году и обеспеченности семенами зерновых культур для весеннего сева 1948 года Семёну Давыдовичу Грибкову было присвоено звание Героя Социалистического Труда с вручением ордена Ленина и медали «Серп и Молот».
В 1952 году его кандидатуру утвердили для прохождения трёхгодичных курсов в Тульской сельскохозяйственной школе по подготовке председателей колхозов.
Последние годы жизни проживал в родном селе Иевлево. Умер в 1989 году. Похоронен на сельском кладбище.

## Награды
За трудовые успехи был удостоен:
- золотая звезда «Серп и Молот» (28.02.1948)
- орден Ленина (28.02.1948)
- другие медали.